# Fangel (Denemarken)
Fangel is een plaats in de Deense regio Zuid-Denemarken, gemeente Odense. De plaats telt 474 inwoners (2020).

## Station
Fangel ligt aan de voormalige spoorlijn Odense - Faaborg. Tot het sluiten van die lijn, in 1953, had het dorp een station dat na de sluiting steen voor steen werd afgebroken. Het zou weer worden opgebouwd in Den Fynske Landsby, een openluchtmuseum in Odense, maar dat is nog steeds niet gebeurd.